# Creature fantastiche nell'arte

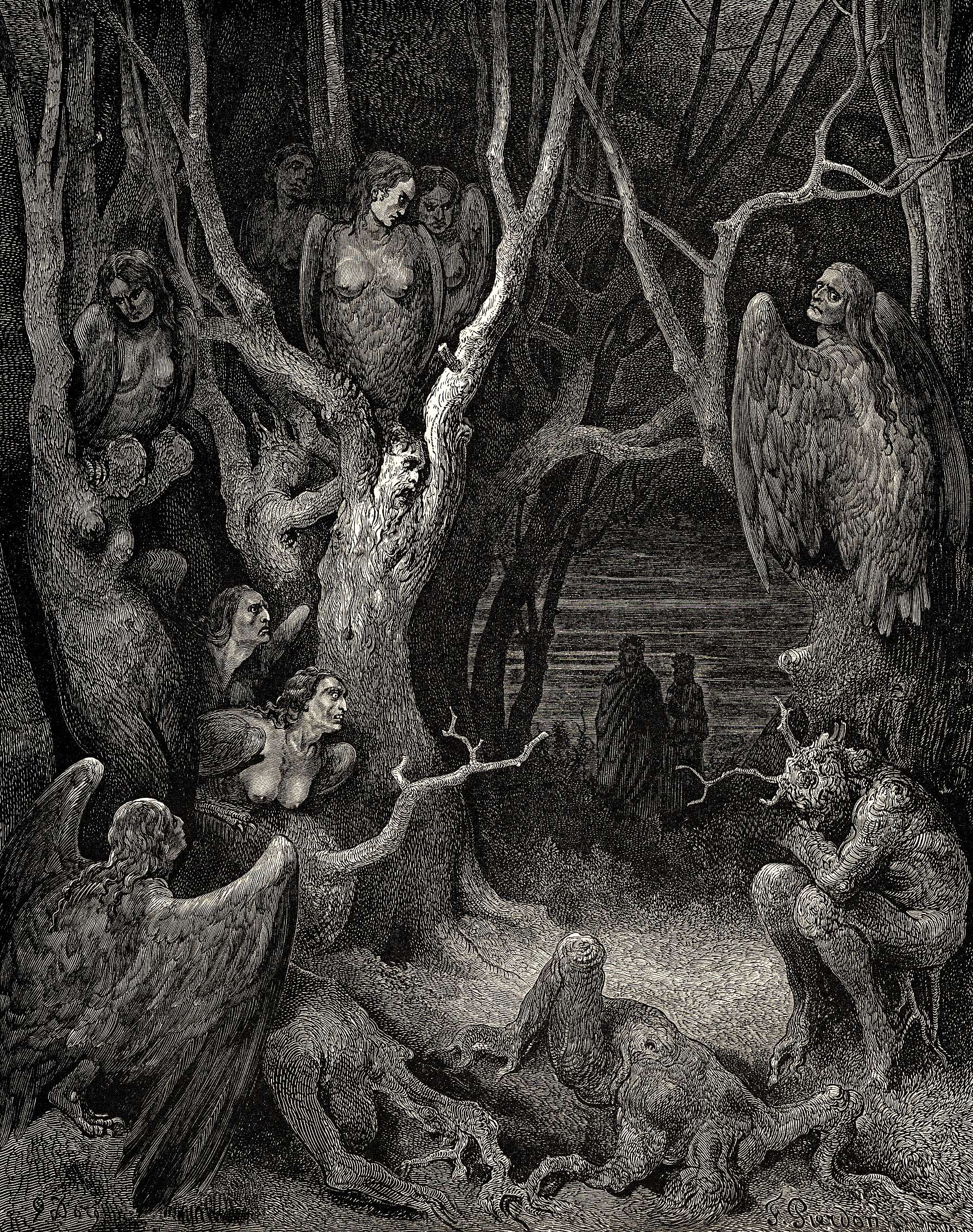
Le arpie in una illustrazione di Gustave Doré per la Divina Commedia

Le creature fantastiche nell'arte sono figure mitologiche, animali immaginari e esseri sovrannaturali rappresentati in opere artistiche che spaziano dalla pittura alla scultura, dai manoscritti miniati alle arti decorative. La raffigurazione di questi esseri ha radici antiche, affondando nella mitologia, nei bestiari medievali e nelle leggende popolari, fino a costituire una parte rilevante del patrimonio artistico di numerose civiltà.

## Storia

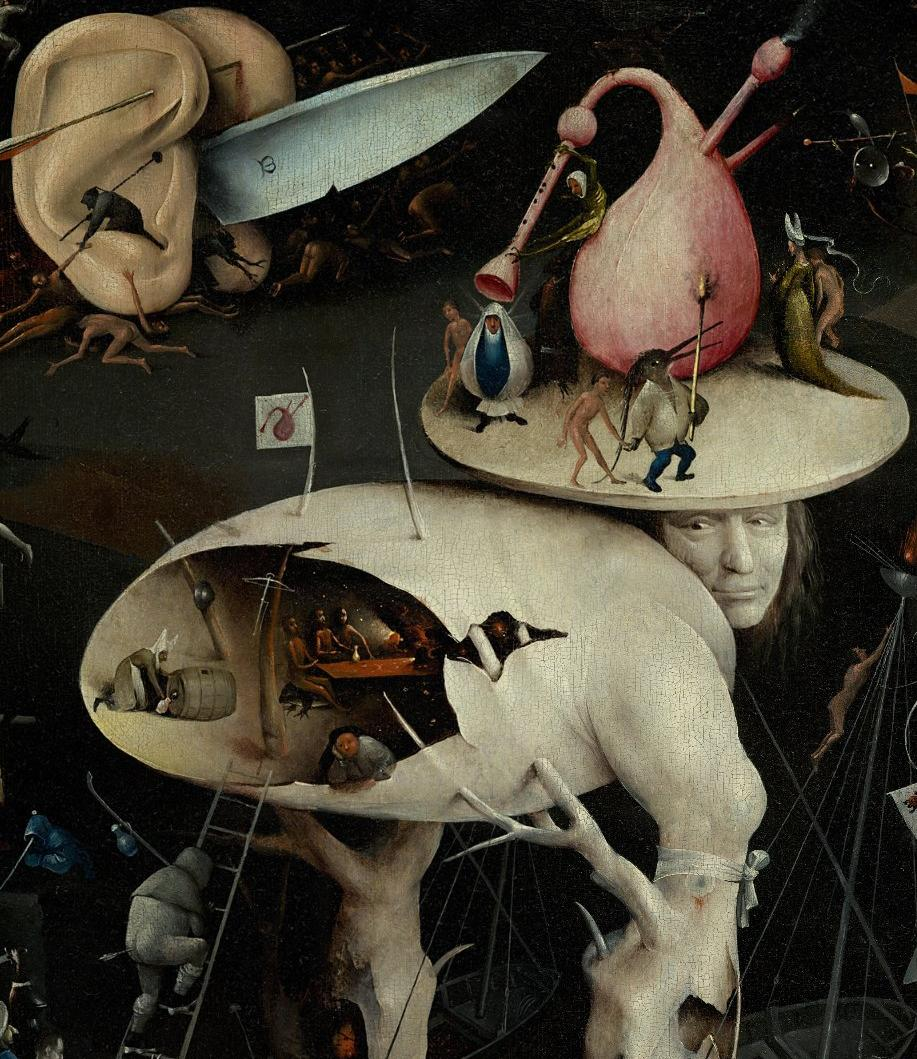
Dettaglio dell'Inferno musicale nel Trittico del Giardino delle delizie di Hyeronimus Bosch. Una cavità nel corpo dell'Uomo-Albero ospita biscazzieri e ubriaconi. Si crede che l'essere ibrido possa rappresentare l'Anticristo.

Fin dall'antichità, artisti di epoche diverse hanno rappresentato animali e creature fantastiche, ispirati da miti, leggende e bestiari antichi. Opere di questo genere compaiono in dipinti, sculture e disegni risalenti a secoli passati, fino al Rinascimento e oltre, con rappresentazioni che oggi potrebbero ricordare le creature del genere fantasy. Durante il Medioevo, per esempio, i bestiari – raccolte illustrative di animali reali e immaginari – alimentavano l'immaginario collettivo e influenzavano l'arte, fornendo agli artisti descrizioni di creature mitologiche come grifoni, unicorni e draghi. Tali opere si trovano esposte in alcuni musei italiani, dove testimoniano la complessa relazione tra arte, mito e natura nella storia culturale europea.

## Creature

### Arpia
Le arpie sono spiriti alate, spesso rappresentate come donne avvolte in uccelli, associate a tempeste e distruzione. Nell'arte, le arpie simboleggiano il vento e l'inevitabile destino. Rappresentano la vendetta e il rapimento, ma anche il potere di purificazione attraverso il caos. In molte tradizioni, sono avvertimenti contro l'ingiustizia, che colpisce coloro che violano la legge divina.
Le arpie sono divinità mostruose della mitologia greca, figlie di Taumante ed Elettra, con una genealogia incerta. Inizialmente non avevano un aspetto definito: Esiodo le descriveva come vergini alate, e nei vasi greci venivano raffigurate in numero di due senza tratti mostruosi. Col tempo, le arpie sono diventate simboli funebri e si sono confuse con le sirene, dando origine alla figura dell'arpia-uccello. Queste ultime, con aspetto mostruoso e ali, sono spesso ritratte mentre rapiscono esseri umani, in un contesto legato alla morte e al mondo funerario. Le rappresentazioni iconografiche, come quelle su vasi e monumenti, riflettono il loro ruolo nell'aldilà e nel rapimento delle anime.

### Centauro

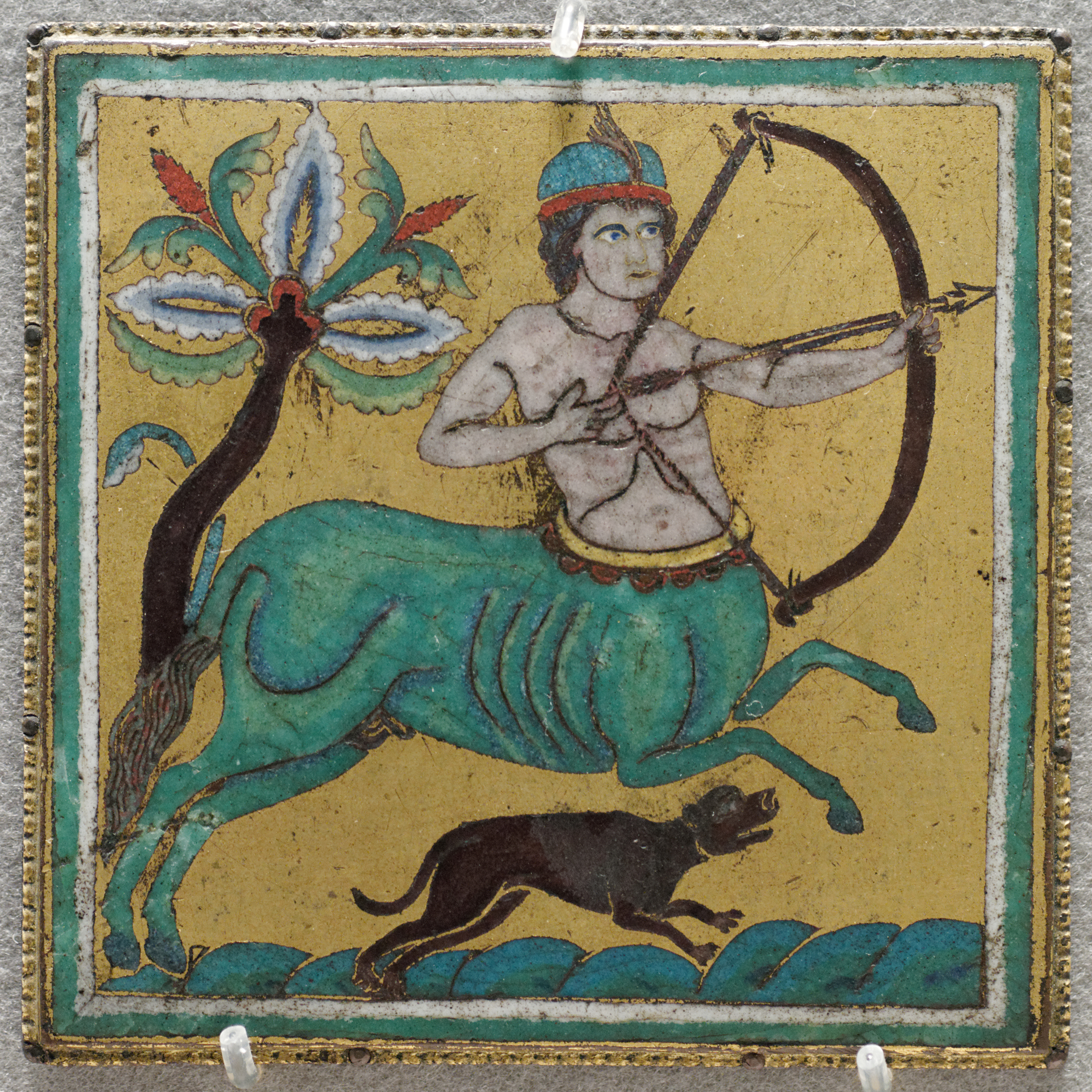
Centauro - raffigurazione medievale - Museo del Louvre

I centauri, con il corpo di un cavallo e la parte superiore di un uomo, incarnano la dualità della natura umana, l'istinto animale e la razionalità. Nella mitologia greca, i centauri sono simboli di libertà e istinto primordiale. Alcuni rappresentano la saggezza (come Chirone), mentre altri simboleggiano la violenza e la bestialità. La loro figura evoca l'eterna lotta tra civiltà e barbarie, ragione e passione.
I centauri sono esseri mitologici della Grecia antica, metà uomo e metà cavallo, figli di Centauro e delle cavalle del Pelio, con alcune eccezioni come Chirone e Folo, che si distinguono per il loro carattere benevolo. Nell'arte, i centauri sono rappresentati principalmente come esseri misti, con diverse varianti iconografiche. Le prime raffigurazioni risalgono all'arte orientale, ma in Grecia appaiono già nel periodo geometrico e vengono frequentemente associati a scene mitologiche, come la centauromachia, e in decorazioni architettoniche di templi, come quello di Zeus ad Olimpia e nel Partenone. I centauri sono anche legati a Dioniso e a contesti funerari, come nei sarcofagi romani. Sebbene le centauresse siano meno comuni, la figura del centauro continua a essere presente anche nell'arte ellenistica e romana, con simbolismi astrologici e sepolcrali. Nel Medioevo, la figura sopravvive nell'arte cristiana, influenzata dall'iconografia antica.

### Cerbero
Cerbero è il cane a tre teste che protegge l'ingresso dell'Ade nella mitologia greca. Rappresenta la custodia e la protezione del regno dei morti. La sua presenza simboleggia la paura dell'ignoto e della morte. Le tre teste possono anche rappresentare il passato, il presente e il futuro, rendendo Cerbero un simbolo del tempo e dell'eternità.
Il Cerbero è il mostruoso cane a tre teste che custodisce l'Ade nella mitologia greca. La sua figura, menzionata per la prima volta da Esiodo con cinquanta teste, si sviluppa nell'arte come un cane a due o tre teste, talvolta con serpenti che escono dal collo. Nella pittura vascolare, il Cerbero è spesso rappresentato insieme a Eracle, che lo cattura come parte delle sue fatiche. Oltre ai vasi, il Cerbero appare in rilievi, sarcofagi romani, e sculture, dove generalmente ha tre teste e talvolta è avvolto da serpenti. La sua iconografia ha influenzato anche altre forme d'arte, come le gemme etrusche e le sculture alessandrine.

### Drago

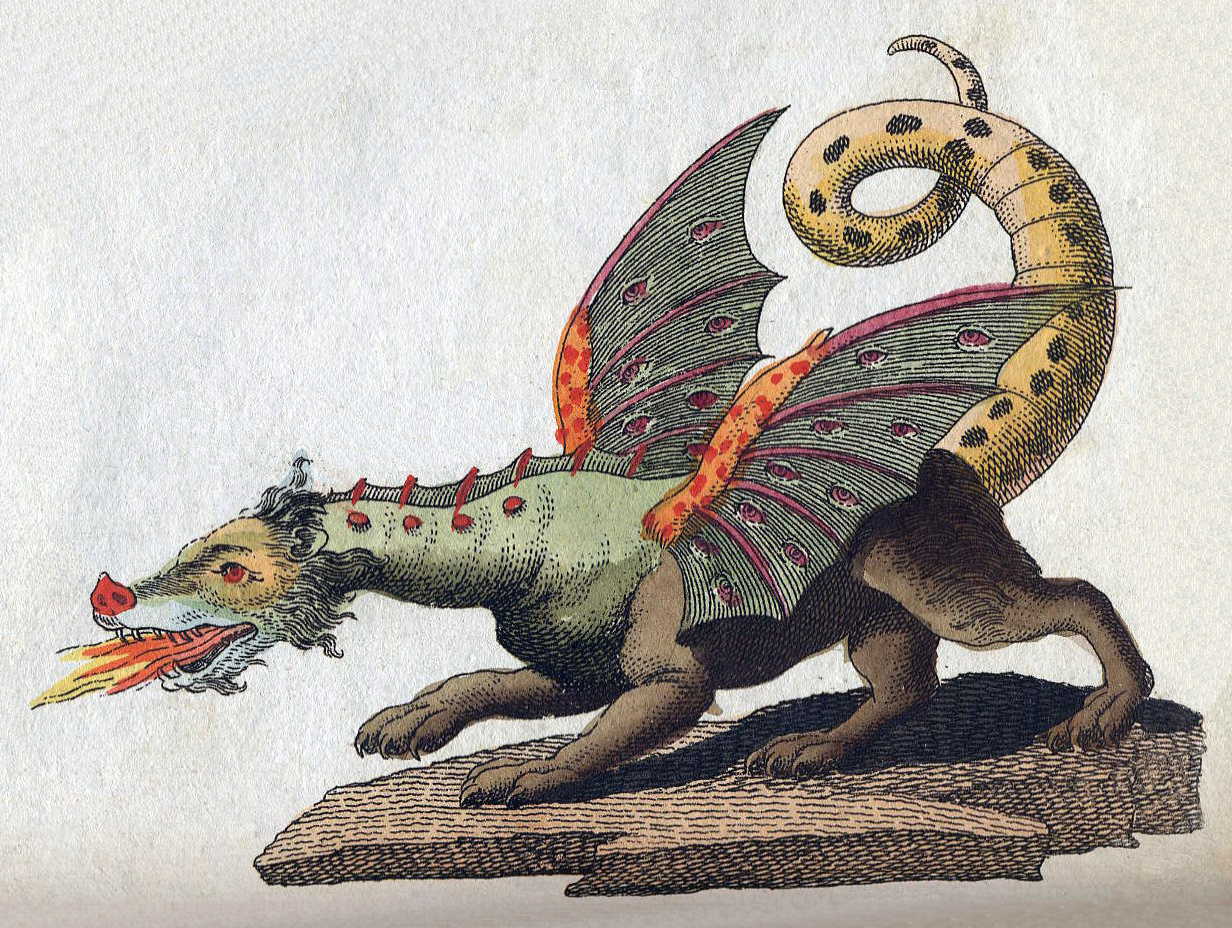
Disegno del 1806 di un drago, realizzato da Friedrich Justin Bertuch.

Il drago, presente in molte culture, è una creatura leggendaria che simboleggia potere, forza e saggezza. In Occidente, i draghi sono spesso visti come creature malvagie da sconfiggere, mentre in Oriente rappresentano la potenza benevola e la protezione. Il drago è un simbolo di trasformazione e rinnovamento, spesso associato all'acqua e alle forze naturali. La sua figura richiama l'idea di un guardiano, ma anche quella di una sfida da affrontare per raggiungere la saggezza.
I draghi sono creature mitologiche che, nell'arte, hanno svolto un ruolo simbolico e decorativo di grande rilevanza, grazie alla loro natura composita che mescola tratti di animali diversi, come rettili e mammiferi. La loro rappresentazione varia notevolmente in base alle culture e ai periodi storici. In Oriente, il drago è generalmente visto come una figura benefica, spesso associata alla regalità e al cosmo, come nel caso del drago cinese, simbolo di potenza imperiale. Al contrario, in Occidente, il drago è frequentemente interpretato come simbolo di male e diabolico, come nella tradizione cristiana, dove viene identificato con Satana, come nella descrizione apocalittica del "drago con sette teste" nell'Apocalisse.
L'iconografia del drago si sviluppa nel Medioevo, soprattutto attraverso i bestiari e la tradizione biblica, con una figura mostruosa caratterizzata da testa di mammifero, corpo serpentino e ali di uccello. In arte, il drago viene rappresentato in vari contesti, come nelle raffigurazioni di santi che lo combattono, ad esempio San Giorgio, San Teodoro e San Silvestro, che simboleggiano la vittoria del bene sul male. Questa simbologia si esprime anche in sculture e decorazioni architettoniche, dove il drago viene spesso raffigurato come una figura sconfitta e schiacciata dai santi o dal Cristo, come segno della vittoria divina sul peccato.
Il drago ha anche un'importante funzione apotropaica, proteggendo luoghi sacri o edifici, e viene usato come ornamento in oggetti liturgici e profani. L'influenza culturale tra Oriente e Occidente, accentuata dai commerci e dalle invasioni, ha portato alla diffusione di motivi draconici in tessuti e manufatti di vario tipo, mentre l'arte gotica e romanica ha continuato a sfruttare la figura del drago come elemento decorativo e simbolico.

### Grifone

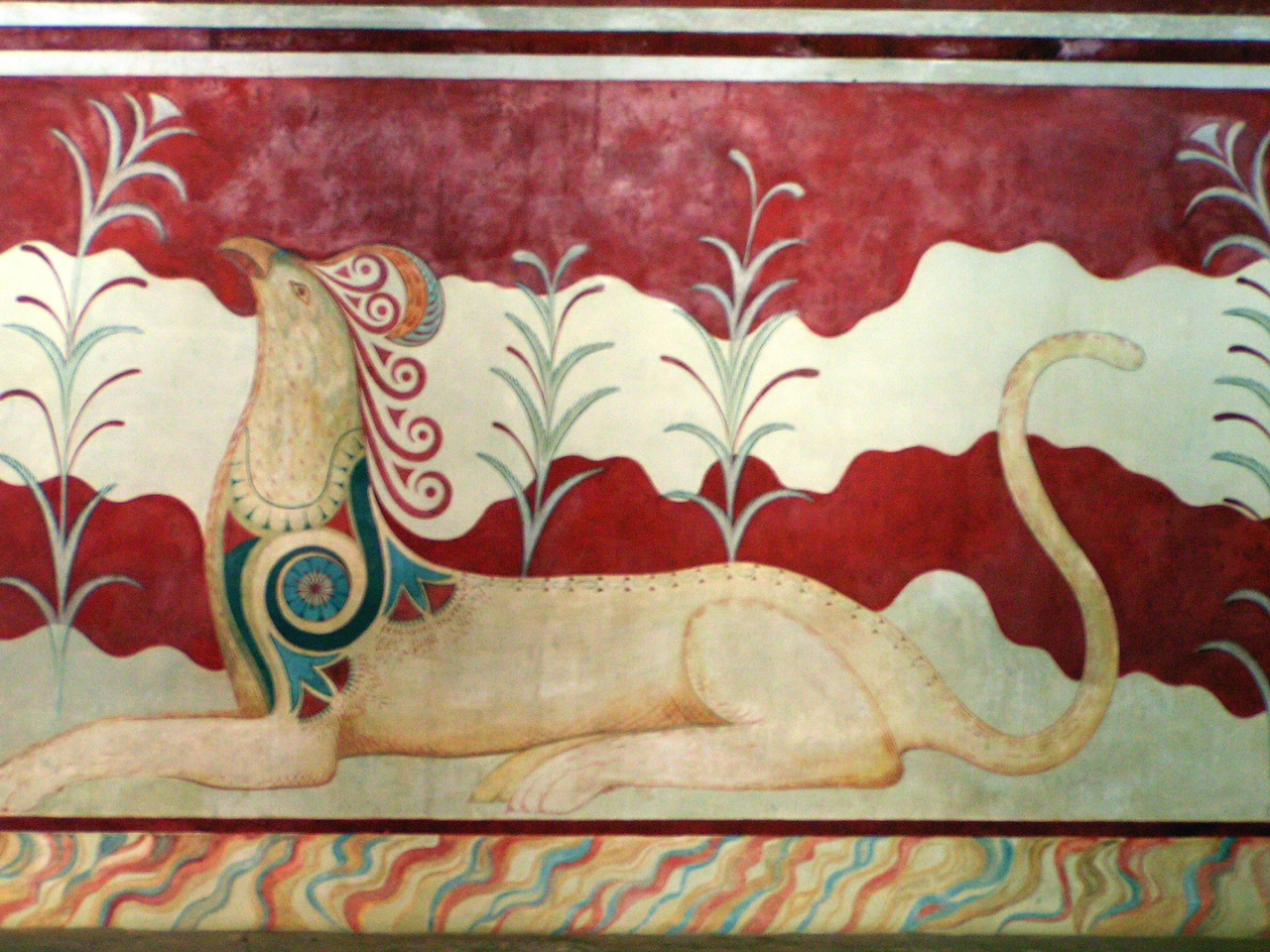
Affresco con Grifone nella sala del trono a Cnosso.

Il grifone, con il corpo di un leone e la testa di un'aquila, è un simbolo di potere e nobiltà. Rappresenta la fusione dei regni terrestre e celeste, combinando la forza (leone) e la saggezza (aquila). Spesso associato a divinità e figure eroiche, simboleggia la protezione e la custodia di tesori e verità.
Il grifo è un animale mitologico con caratteristiche di rapace e felino, di solito rappresentato con la testa e le ali di un'aquila e il corpo di un leone. Le sue origini iconografiche risalgono alla Mesopotamia e Egitto intorno al 3000 a.C., ma fu anche associato alla Scizia secondo Erodoto. Inizialmente simbolo di potenza e protezione, il grifo fu visto come guardiano, custode dell'oro e messaggero divino. In Grecia, il grifo assunse ruoli mitologici legati a divinità come Apollo e Dioniso, mentre in Persia divenne il simbolo della dottrina dei Magi.
Nell'arte cristiana, il grifo acquisì un doppio significato: come simbolo di Cristo (unione tra la natura umana e divina) e come custode della salvezza, venendo usato in sarcofagi, portali e decorazioni medievali. In epoca medievale, il grifo divenne anche simbolo di protezione spirituale e del cammino verso la salvezza, spesso raffigurato accanto a immagini di vita eterna, come il calice e l'albero della vita. La sua presenza si estese in arte romanica e gotica, dove compariva su capitelli, portali e croci, spesso in funzione apotropaica o esorcistica.
Il grifo era anche un motivo decorativo diffuso nelle culture sasanidi e islamiche, e il suo legame con il potere regale e divino fu continuato nei troni imperiali e nelle decorazioni ornamentali bizantine e islamiche. L'animale continuò ad essere un simbolo forte di protezione, potenza e spiritualità attraverso secoli di arte religiosa, rimanendo un emblema ricco di significati esoterici, religiosi e cosmologici.

### Idra
L'idra è un serpente marino con molte teste, la cui caratteristica principale è che ogni volta che una testa viene tagliata, ne crescono due al suo posto. Rappresenta il male persistente e la difficoltà di sconfiggere il male, simboleggiando le sfide che sembrano moltiplicarsi. Nella mitologia greca, l'eroe Eracle deve affrontare l'idra come parte delle sue fatiche, evidenziando il tema della lotta contro l'inevitabilità del destino e le difficoltà della vita.
L'Idra è un mostro mitologico, un serpente dalle molte teste che viveva nella palude di Lerna. È noto per la sua lotta con Eracle, che riesce a sconfiggerla con l'aiuto di Iolao, come parte delle dodici fatiche di Eracle. Nell'arte antica, l'Idra è rappresentata come un serpente con molte teste, che variano da cinque a dodici. Le prime raffigurazioni risalgono al VIII secolo a.C., mentre nel V secolo a.C. le immagini diventano più elaborate, con il corpo serpentino che assume forme più complesse, come in una metopa del tempio di Zeus a Olimpia. In epoca ellenistica e imperiale romana, l'Idra è rappresentata anche con tratti femminili, come nel gruppo statuario del Museo Capitolino, e con teste di Medusa. Il mito dell'Idra ha radici orientali, testimoniato da sigilli mesopotamici e dal mito di Lotan, simile al Leviatano biblico.

### Satiro

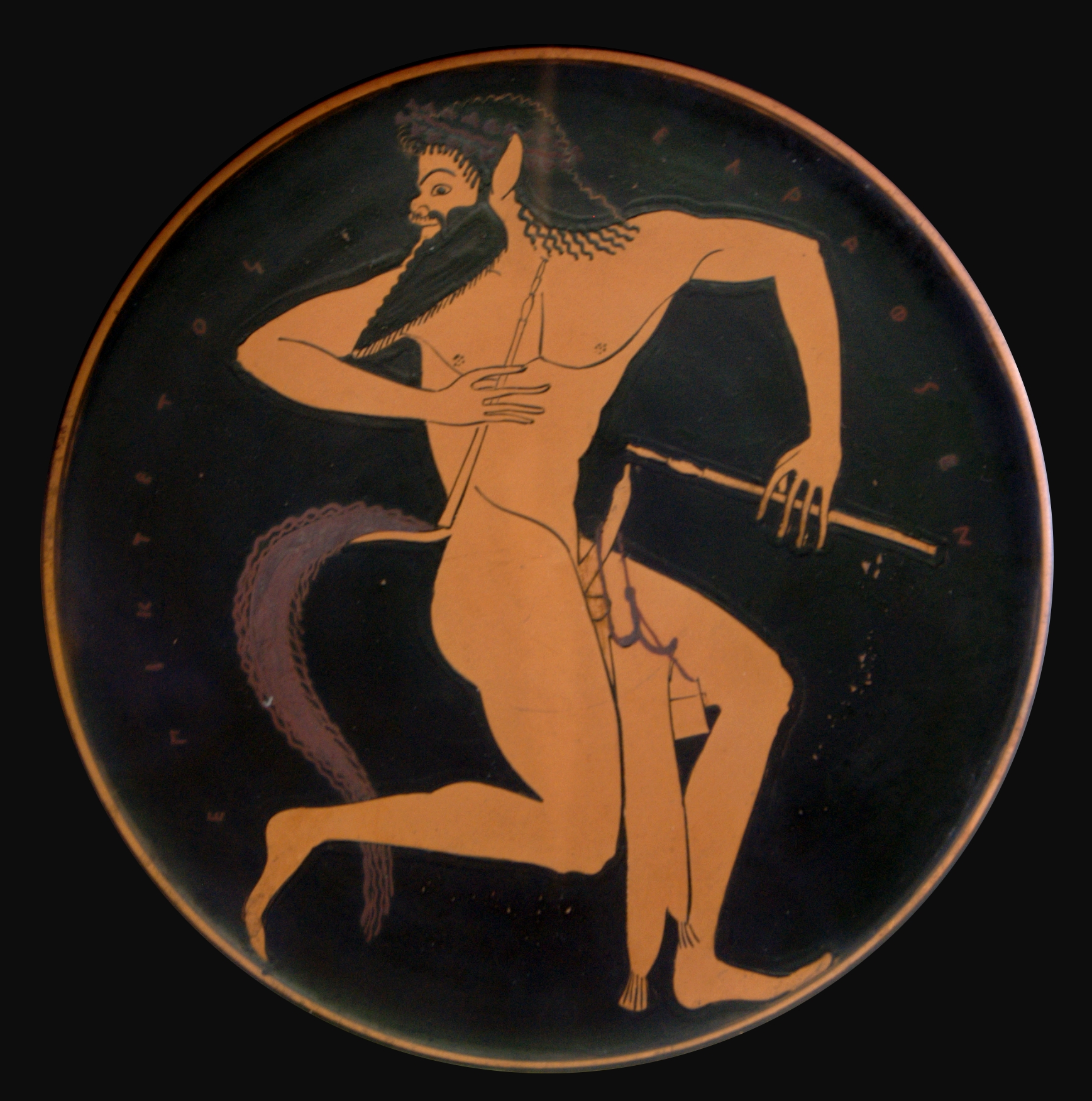
Satiro con l'aulos su un vaso greco a figure rosse della fine del VI secolo a.C.

I satiri, esseri metà uomo e metà capra, sono associati al dio Dionisio e rappresentano la fertilità, l'allegria e l'ebbrezza. Simboli del piacere e della libertà, i satiri incarnano l'aspetto gioioso della natura umana, ma anche la loro sensualità. Nell'arte, rappresentano la connessione tra l'uomo e la natura, sottolineando l'importanza di seguire i propri istinti.
I satiri e i sileni sono figure mitologiche associate al culto di Dioniso, spesso rappresentate nell'arte greca antica. Inizialmente distinti per le caratteristiche fisiche — i sileni con zampe e coda equina, i satiri con tratti caprini — col tempo le due figure si sovrappongono, diventando entrambi simboli di vitalità e di saggezza legati a Dioniso. Le prime rappresentazioni risalgono ai vasi corinzi del VII secolo a.C., dove sono raffigurati come esseri barbati, itifallici e coinvolti in danze orgiastiche. Nel V secolo, soprattutto nei vasi e nella scultura, la figura di questi esseri si umanizza, perdendo tratti animaleschi e acquisendo maggiore personalità, come nel Satiro versante di Prassitele. Durante l'ellenismo, la loro rappresentazione diventa ancora più realistica, con un'attenzione alla psicologia e al movimento. I satiri e i sileni, sebbene mantengano alcuni tratti distintivi come le orecchie equine, si avvicinano sempre di più all'aspetto umano, come testimoniato dalle opere di scultori come Lisippo. Nella ceramica etrusca e romana, la figura continua a essere associata a Dioniso, ma si arricchisce di nuovi significati, diventando simbolo di una natura selvaggia e gioiosa.

### Sfinge
La sfinge è una figura mitologica con corpo di leone e testa di uomo, originaria dell'antico Egitto e della Grecia. È simbolo di mistero, enigmi e conoscenza. Nella mitologia greca, la sfinge poneva enigmi ai passanti, punendo chi non riusciva a risolverli. Questo rappresenta la sfida del sapere e della saggezza, un invito a confrontarsi con l'ignoto. Il suo aspetto combina la forza (leone) e l'intelletto (uomo), simboleggiando l'equilibrio tra potere e intelligenza.
La sfinge è una figura mitologica, spesso rappresentata con testa femminile, corpo leonino e ali, che compare nell'arte fin dall'epoca cretese-micenea. Inizialmente decorativa, la sua figura deriva dalla sfinge egizia e si evolve nell'arte greca, dove acquisisce caratteristiche proprie, come il volto triangolare e il corpo stilizzato. Durante il periodo orientale (VIII-VII secolo a.C.), la sfinge diventa simbolo di protezione e potenza, con forti influenze orientali. Nei miti greci, la sfinge è legata alla leggenda di Edipo, dove rappresenta un ostacolo mortale per chi non risolve il suo enigma. Nel VI secolo a.C., la sfinge si trasforma in una figura monumentale e viene utilizzata come decorazione di templi e sarcofagi. Nella Roma etrusca e imperiale, la sfinge mantiene un ruolo decorativo, spesso associata a funzioni protettive in ambito funerario, come guardiana dei sepolcri. In sintesi, la sfinge evolve da simbolo di potere a figura mitologica legata al destino umano, mantenendo una funzione decorativa e narrativa nell'arte attraverso i secoli.

### Sirena
Le sirene, creature metà donna e metà pesce, sono simboli di bellezza e seduzione. Rappresentano il richiamo irresistibile della conoscenza e il pericolo che questa comporta. Nel contesto marittimo, simboleggiano le insidie e le tentazioni della vita. La loro musica incantevole è un avvertimento delle conseguenze che derivano dall'attrazione verso l'ignoto.
Le sirene sono figure mitologiche greche, metà donna e metà uccello, che nella tradizione omerica incantano i marinai con il loro canto, conducendoli alla morte. Inizialmente simboli di morte e distruzione, nel tempo evolvono in creature legate anche alla musica e al lamento, spesso rappresentate nell'arte greca su vasi e monumenti funerari. Originariamente temute come esseri demoniaci, con il passare dei secoli diventano simboli più benevoli e talvolta associate a divinità o eroi come Ulisse. Nell'arte funeraria, le sirene vengono ritratte in coppie o gruppi, suonando strumenti musicali o lamentando la morte dei defunti. Con l'età romana, il loro ruolo si arricchisce di significati simbolici, come la resistenza alla tentazione, e la loro immagine si fa più umana, mantenendo però l'elemento di ibridismo tra uomo e uccello.

### Unicorno
L'unicorno è una creatura mitica, un cavallo con un corno sulla fronte, simbolo di purezza e grazia. Nella cultura occidentale, l'unicorno è associato alla virtù e alla bellezza. È anche un simbolo di magia e di ciò che è raro e prezioso. Spesso rappresentato come un animale che può essere domato solo da una fanciulla pura, simboleggia la connessione tra la spiritualità e la natura.

## Opere
Lista parziale di opere contenenti creature fantastiche:
- Chimera di Arezzo - bronzo etrusco, Museo Archeologico Nazionale di Firenze
- Testa di Medusa - Museo Nazionale Romano
- Bestia dalle sette teste - affresco, Abbazia di Pomposa
- Nereide su pistrice - gruppo scultoreo del I secolo d.C., Museo Archeologico Nazionale di Napoli (MANN)
- Perseo libera Andromeda - dipinto di Piero di Cosimo, Gallerie degli Uffizi, Firenze
- Ercole che uccide l'Idra di Lerna - statua, Musei Capitolini, Roma
- Donna con unicorno - dipinto di Luca Longhi, Museo Nazionale di Castel Sant'Angelo, Roma
- Lotta di centauri - dipinto di Giorgio De Chirico, Galleria Nazionale d'Arte Moderna, Roma
- San Giorgio e il drago - dipinto di Vitale da Bologna, Pinacoteca Nazionale di Bologna
- Arpia - statuetta, Palazzo Madama, Torino
- Anfora con Teseo e il Minotauro - Museo Civico Archeologico di Milano

## Galleria d'immagini

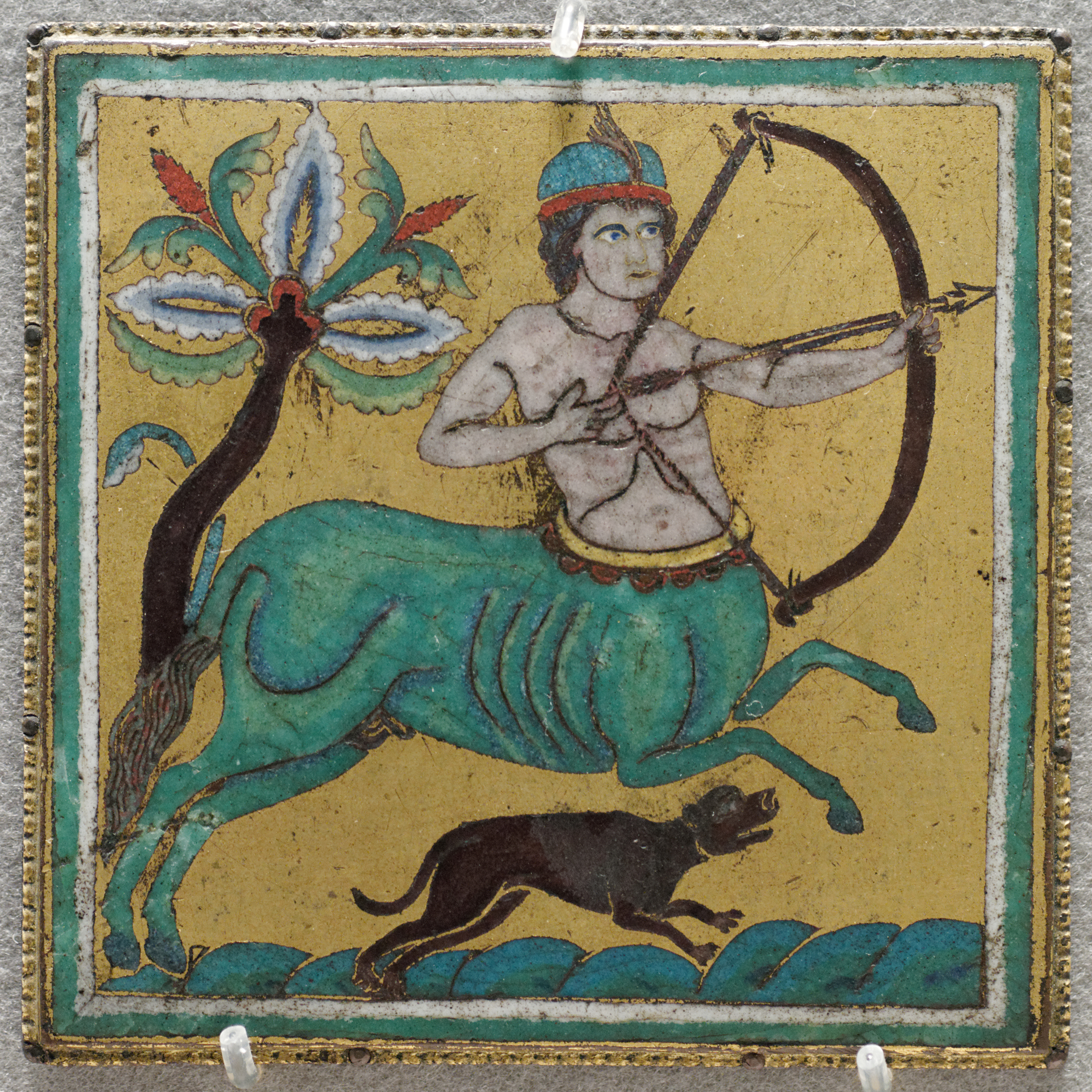
Centauro - raffigurazione medievale - Museo del Louvre
Unicorno - Particolare da La Dame à la licorne, arazzo fiammingo del XV secolo. Hôtel de Cluny.
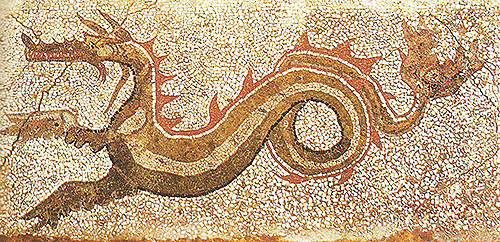
Drago - Mosaico del III secolo a.C., ritrovato sul sito magnogreco di Kaulon (odierna Monasterace, nella Città metropolitana di Reggio Calabria).